# Aerosilurante
L'aerosilurante è un particolare aereo da bombardamento che al posto di convenzionali bombe aeree trasporta uno o più siluri.

## Descrizione
Tutte le navi da guerra erano dotate di spesse corazzature su tutte le sovrastrutture principali, che le proteggevano da sostanziali danni in caso di semplice bombardamento. Quando le navi non erano ferme in porto, erano un bersaglio molto difficile, sia per il cospicuo fuoco antiaereo che alcune grandi unità militari erano in grado di produrre a distanza ravvicinata, sia per la loro velocità e maneggevolezza, sia perché colpire un bersaglio puntiforme in quota è oggettivamente difficile anche se si adoperano traguardi di puntamento molto complessi (come il traguardo di puntamento Norden americano della seconda guerra mondiale).
Per questi motivi fin dalla prima guerra mondiale alcuni aerei furono messi in condizione di portare un siluro, prima sperimentalmente, poi sin dalla progettazione (sia come varianti specifiche di bombardieri, sia come aerei specializzati).

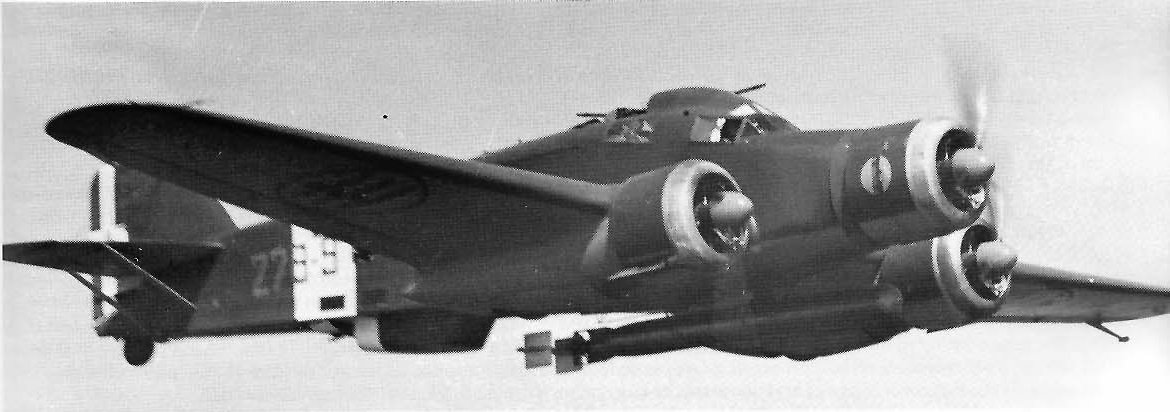
Un Savoia Marchetti S.M.79, aereo nato come bombardiere trovò la sua vera vocazione come aerosilurante.

L'Italia fu tra le prime nazioni a sperimentare il bombardamento con siluro (con i Caproni Ca.33 nella prima guerra mondiale, ma senza esito) e già dopo il 1920 furono eseguite prove di aereo-siluramento. L'aviazione italiana però rinunciò a creare specifiche squadriglie di aerosiluranti fino al 1940 inoltrato, quando questo tipo di apparecchi aveva dimostrato la sua validità, anche contro la flotta italiana nelle mani dei britannici.

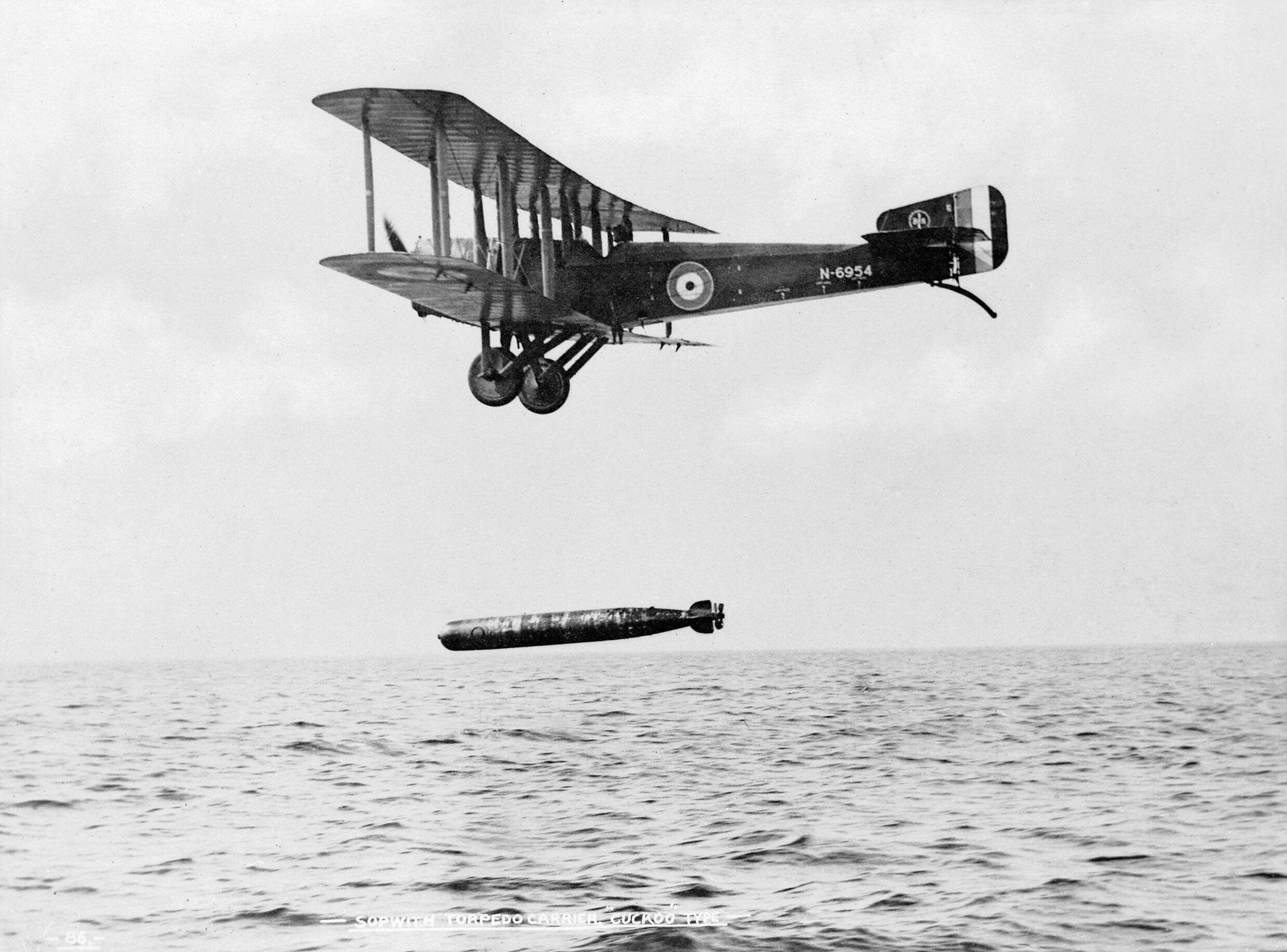
Un Sopwith Cuckoo ha appena sganciato un siluro.

Proprio i britannici erano stati gli altri grandi sperimentatori dell'aerosiluramento durante la prima guerra mondiale (con alcuni successi, soprattutto contro unità turche), assieme a giapponesi e statunitensi (ed in maniera minore sovietici e francesi) avevano sviluppato questa tattica per tutti gli anni venti e trenta.
Con lo scoppio della seconda guerra mondiale la specialità dell'aero-siluramento conobbe il massimo sviluppo.

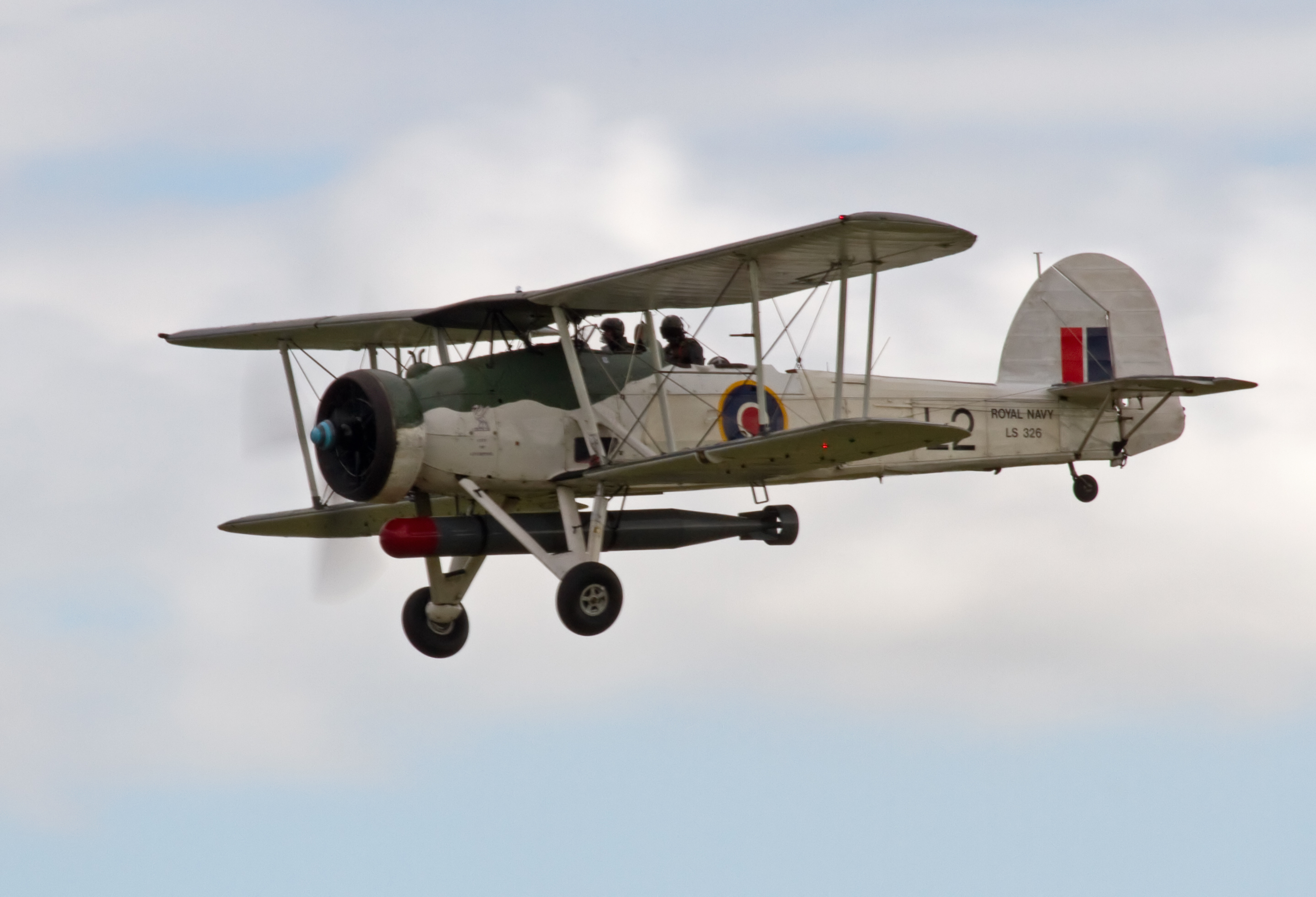
Uno Swordfish con un siluro in posizione ventrale

La progettazione degli aerosiluranti fu particolarmente complessa perché il siluro era un'arma pesante (i siluri aerei, comunque alleggeriti al massimo rispetto alle loro controparti navali, pesavano tra i 750 e i 910 kg circa, anche se esistevano silurotti di dimensioni e potenze inferiori sui 300/400 kg), ingombrante (richiedendo carrelli molto alti) e poteva essere lanciata solo a quote piuttosto basse e a velocità modeste (altrimenti diventava ingovernabile). La velocità di lancio dei siluri comunque conobbe notevoli miglioramenti, da 120 a 450 km/h nella marina giapponese tra il 1930 e il 1941 ad esempio, fino a raggiungere i 730 km/h subito dopo la fine della seconda guerra mondiale da parte dell'US Navy. La quota invece rimase piuttosto bassa (all'inizio degli anni venti circa 30 metri, poi portata progressivamente, per le armi migliori della US Navy, fino verso i 300 metri) eccetto che per armi paracadutabili (che però, eccetto pochi esempi di siluri autocercanti guidati dal rumore dei motori, riguardava armi a traiettoria predefinita spiraliforme come le motobombe FFF della Regia Aeronautica, una sorta di silurotto leggero e dalla scarsa carica esplosiva).
Un altro grave difetto dei siluri aerei era la loro scarsa gittata (e anche, sovente, un'inferiore velocità), soprattutto rispetto a quelle lanciate dalle unità siluranti, poche migliaia di metri contro una o due decine di km (soprattutto nel caso giapponese dei Long Lance tipo 93, molto superiori ai tipo 91 degli aerosiluranti, fu pensata anche una versione aerolanciabile del tipo 93, riservata ai quadrimotori, del peso di 2800 kg, proprio per ovviare a questo inconveniente con un'arma dalla gittata di 16.000 metri; questa variante, comunque, disponibile al principio del '45, non superò i test di collaudo). Questo obbligava i siluranti ad avvicinarsi a bassa quota e, soprattutto fino al 1942, bassa velocità e traiettoria piana e dritta ai loro bersagli, subendo il fuoco contraereo pesante (pezzi, in genere, dai 75 ai 133 mm, con 6-12 colpi al minuto ciascuno, nella seconda guerra mondiale), medio (in genere pezzi tra i 45 e i 37 mm, con 300/400 colpi al minuto) e leggero (in genere pezzi tra i 28/25 e i 12,7 mm, con volumi di fuoco tra i 1200 e i 600 colpi al minuto), particolarmente terribile risultava quello delle navi da battaglia più recenti. Quindi gli aerosiluranti dovevano rallentare la loro velocità e scegliere una rotta in linea retta proprio mentre si avvicinavano ai loro bersagli rimanendo esposti in massimo grado.
Le tattiche di siluramento prevedevano, nella seconda guerra mondiale, l'attacco sul lato della nave nemica, spesso (soprattutto nel fronte del Pacifico) dopo che il bersaglio era stato già attaccato da bombardieri in picchiata che avevano danneggiato l'opera morta e la contraerea, ed in coordinazione con un analogo attacco dal lato opposto in modo da impedire che l'unità attaccata potesse disimpegnarsi semplicemente virando di bordo in maniera veloce.
Se l'attacco andava a segno però i danni potevano essere notevoli, visto che i siluri aerei avevano una velocità ed una gittata inferiore a quelli navali, ma portavano almeno la medesima carica bellica, se non una carica leggermente superiore, permettendo quindi di infliggere danni molto pesanti all'opera viva, oppure a parti meno corazzate della nave come gli organi di governo (timoni ecc.) e gli assi delle eliche. Inoltre molti siluri nel corso del conflitto furono resi a doppia azione (impatto o magnetica) oppure ad azione magnetica ed esplodevano passando pochi metri sotto la carena delle navi nemiche. Se la carena veniva spezzata la nave, quasi sempre, era perduta.
Infine durante la guerra le marine britannica e giapponese riuscirono a produrre siluri impiegabili anche nelle acque basse dei porti (il siluro al momento del lancio va, normalmente, parecchi metri sott'acqua e poi risale a quota di ristabilimento, farlo in un porto vorrebbe dire colpire il fondale), permettendo di usare queste temibili armi anche contro le flotte alla fonda, accanto o in sostituzione delle normali bombe pesanti e perforanti.
Durante la seconda guerra mondiale apparvero armi più sofisticate ed efficaci, come aerei droni suicidi, bombe plananti, razzi, missili radioguidati, che permettevano all'attaccante di rimanere fuori dalla portata delle armi contraeree, oppure di entrare in contatto con queste solo durante una breve manovra alla massima velocità. Per questi motivi durante gli anni '50 i siluranti furono sempre più considerati obsoleti e sostituiti con altri modelli di bombardieri navali. L'ultimo impiego documentato dei siluri aerei risale alla guerra di Corea, mentre rimasero negli arsenali fino alla fine degli anni sessanta.
È doveroso ricordare il Fairey Swordfish a cui si deve l'attacco alla flotta italiana alla fonda a Taranto ed un ruolo fondamentale nell'affondamento della Bismarck, ed il Savoia-Marchetti S.M.79.

## Lista di aerosiluranti
- Aichi B7A - Giappone - 1941
- Blohm und Voss Ha 140 - Germania - seconda guerra mondiale
- Bristol Beaufort - Inghilterra - 1939
- Caproni Ca.33 - Italia - 1917
- Dornier Do 22 - Germania - 1935
- Douglas TBD Devastator - USA - 1937
- Fairey Barracuda - Inghilterra - 1943
- Fairey Swordfish - Inghilterra - 1934
- Fieseler Fi 167 - Germania - 1938
- Grumman TBF Avenger - USA - 1942
- Heinkel He 59 - Germania - 1935
- Heinkel He 111 J-0, J-1, H-6, H-15 - Germania - 1939
- Heinkel He 115 - Germania - 1939
- Ilyushin DB-3 - Unione Sovietica - 1936
- Ilyushin Il-2 - Unione Sovietica - 1941
- Junkers Ju 88 A-17 - Germania - 1942
- Mitsubishi B1M - Giappone - 1923
- Mitsubishi B5M - Giappone - seconda guerra mondiale
- Nakajima B5N - Giappone - 1937
- Nakajima B6N - Giappone - 1941
- Savoia-Marchetti S.M.79 - Italia - 1934
- Savoia-Marchetti S.M.84 - Italia - 1940
- Sopwith Cuckoo - Inghilterra - 1918
- Vought TBY Sea Wolf - USA - 1944